# Gmatwica chropowata

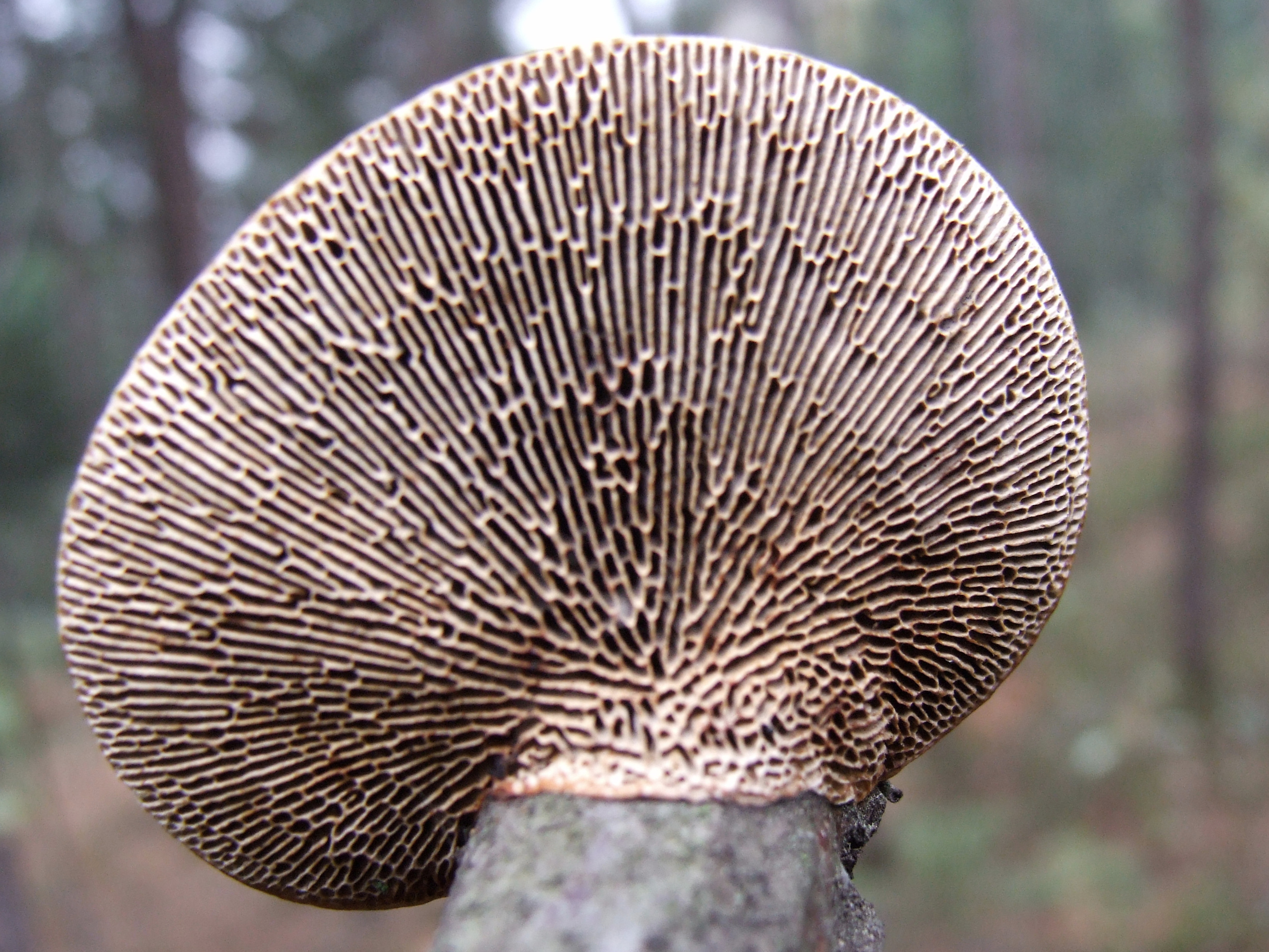

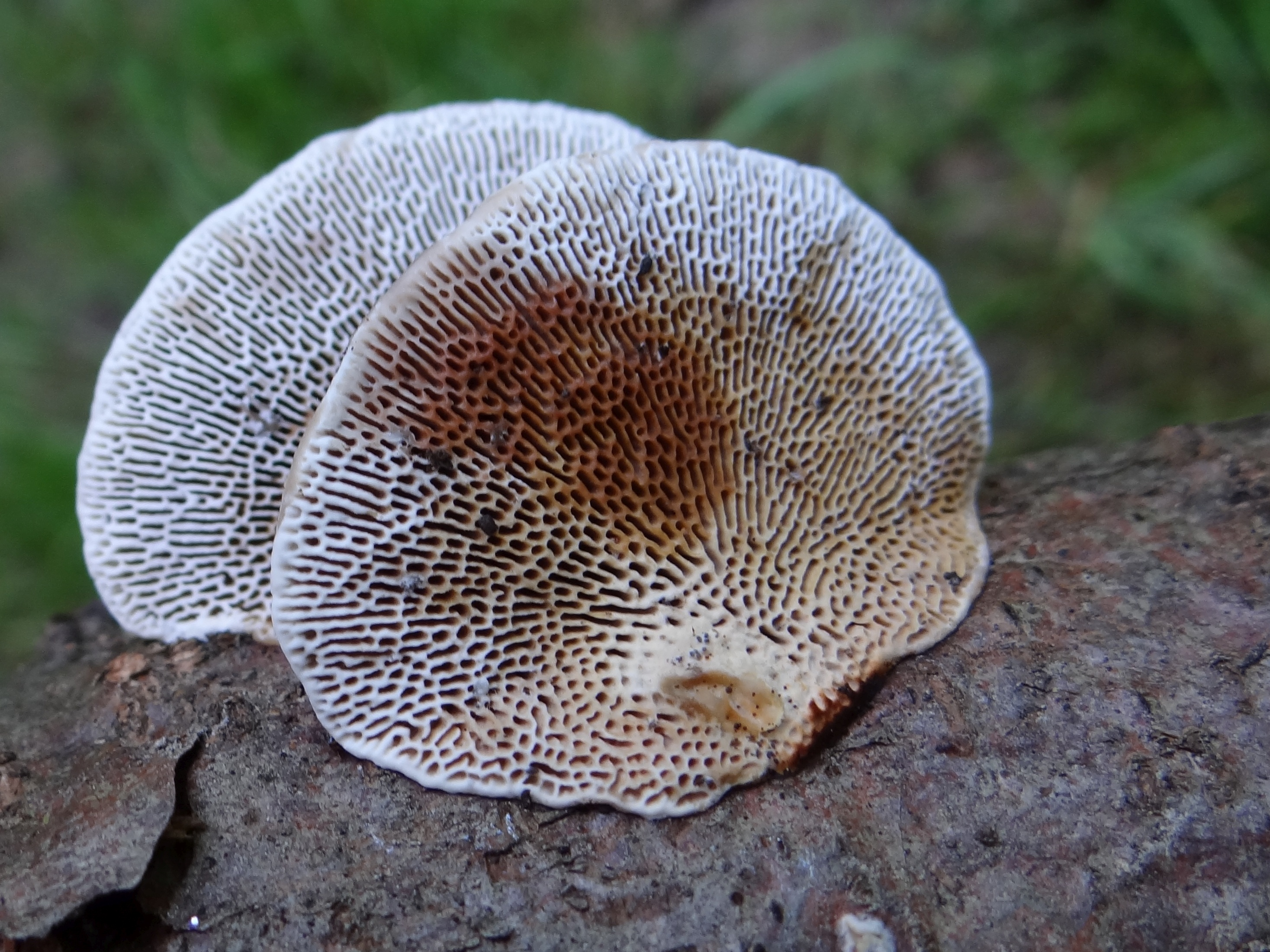
Uciśnięte pory sinieją

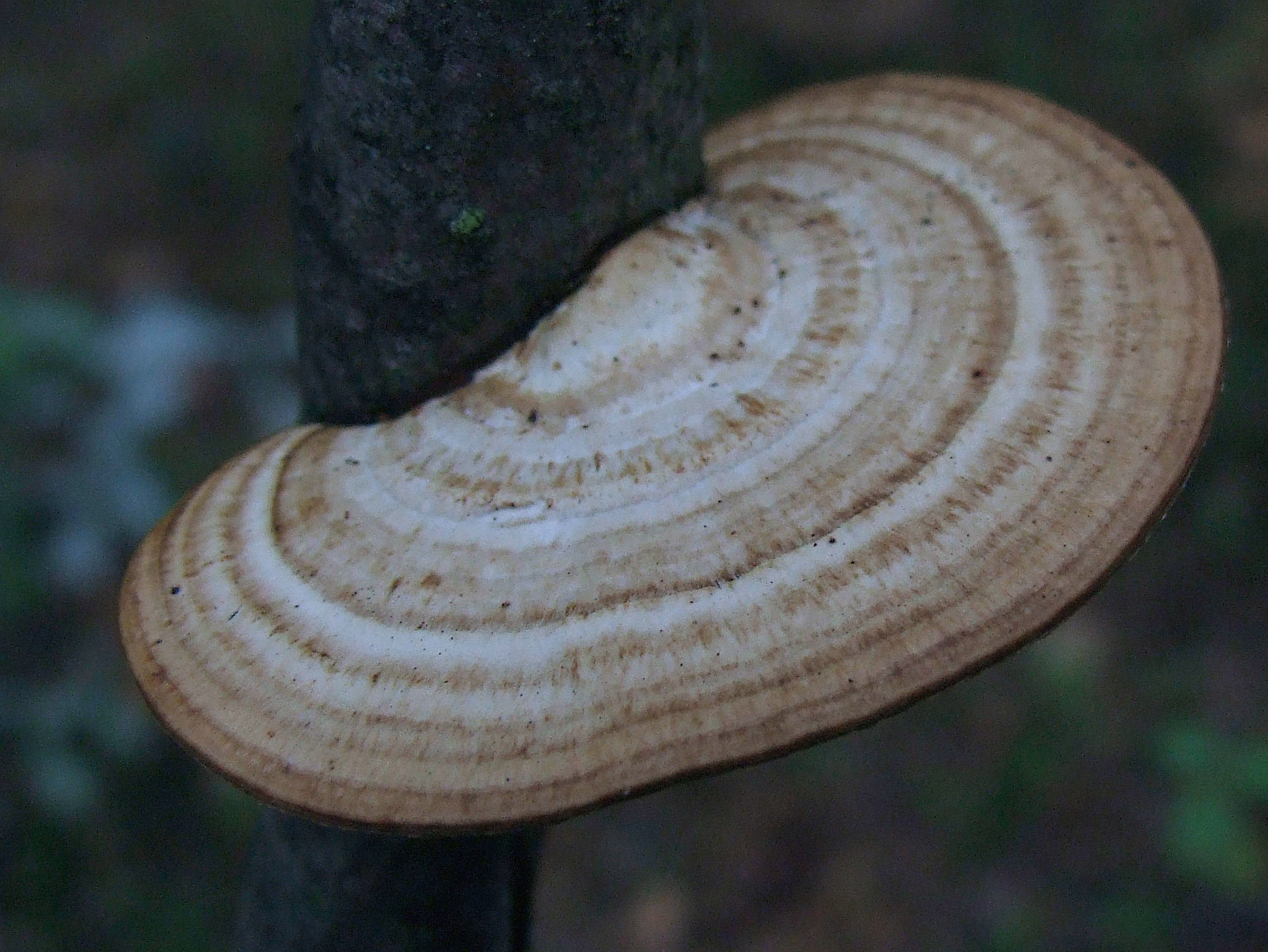

Gmatwica chropowata (Daedaleopsis confragosa Bolton) J. Schröt) – gatunek grzybów należący do rodziny żagwiowatych (Polyporaceae).

## Systematyka i nazewnictwo
Pozycja w klasyfikacji według Index Fungorum: Daedaleopsis, Polyporaceae, Polyporales, Incertae sedis, Agaricomycetes, Agaricomycotina, Basidiomycota, Fungi.
Po raz pierwszy takson ten zdiagnozował w roku 1792 James Bolton nadając mu nazwę Boletus confragosus. Obecną, uznaną przez Index Fungorum nazwę nadał mu w roku 1888 Joseph Schröter, przenosząc go do rodzaju Daedaleopsis.
Synonimów naukowych ma ok. 40. Niektóre z nich:

- Agaricus confragosus (Bolton) Murrill
- Amauroderma confragosum (Van der Byl) D.A. Reid
- Boletus confragosus Bolton
- Daedalea confragosa (Bolton) Pers.
- Daedalea confragosa f. rubescens (Alb. & Schwein.) Domański, Orloś & Skirg.
- Daedalea intermedia Berk.
- Daedalea rubescens Alb. & Schwein.
- Daedaleopsis confragosa (Bolton) J. Schröt., in Cohn, f. confragosa
- Daedaleopsis confragosa f. sibirica (P. Karst.) Bondartsev
- Daedaleopsis confragosa (Bolton) J. Schröt., in Cohn, var. confragosa
- Daedaleopsis confragosa var. rubescens (Alb. & Schwein.) Ljub.
- Daedaleopsis rubescens (Alb. & Schwein.) Imazeki
- Ischnoderma confragosum (Bolton) Zmitr.
- Lenzites confragosa (Bolton) Pat.
- Lenzites sibirica P. Karst.
- Lenzites tricolor var. rubescens (Alb. & Schwein.) Teng
- Polyporus confragosus (Bolton) P. Kumm.
- Polyporus confragosus Van der Byl
- Polyporus rubescens (Alb. & Schwein.) P. Kumm.
- Striglia confragosa (Bolton) Kuntze,
- Striglia intermedia (Berk.) Kuntze
- Trametes confragosa (Bolton) Jørst.
- Trametes confragosa (Bolton) Jørst., f. confragosa
- Trametes confragosa f. rubescens (Alb. & Schwein.) Pilát
- Trametes rubescens (Alb. & Schwein.) Fr.

Nazwę polską podali Barbara Gumińska i Władysław Wojewoda w 1983 r. W polskim piśmiennictwie mykologicznym gatunek ten opisywany był też jako siatkowiec czerwony, gmatkowiec drzewiasty, wrosniak czerwonawy, gmatwek czerwonawy odmiana zwodnicza, gmatwek chropowaty.

## Morfologia
Owocnik
Średnica 5–15 cm, grubość 1–2 cm, kształt muszlowaty, półkulisty. Trzonu brak, do podłoża przyrasta bokiem. Ubarwienie zmienne o kolorze jasnoszarym, ochrowobrązowym, winnoczerwonym lub czarnoczerwonym. Często występuje koncentryczne strefowanie o tym samym kolorze. Skórka naga, górna powierzchnia owocnika zwykle nierówna i pomarszczona. Brzeg owocnika bardzo ostry i cienki.
Hymenofor
W postaci wydłużonych, kanciastych labiryntowato-blaszkowatych rurek ułożonych promieniście. Czasami u nasady przechodzą w blaszki. Mają długość 0,5–1,5 cm i białawy lub szarawy kolor. Ich charakterystyczną cechą jest to, że po ugnieceniu zmieniają kolor na cielistoróżowy.
Miąższ
Bladobrązowawy, elastyczny, o konsystencji korka. Młode okazy mają kwaskowaty zapach, starsze są bezwonne.
Wysyp zarodników
Biały. Zarodniki cylindryczne, nieco wygięte, o zwężonej i ostrej podstawie z 2-3 kroplami tłuszczu. Rozmiar: (6)8-11 × (1,5)2-3 µm.

## Występowanie i siedlisko
Gmatwica chropowata jest szeroko rozprzestrzeniona na całej półkuli północnej. W Europie Środkowej jest pospolita, w Polsce również. 
Grzyb nadrzewny rosnący na drzewach liściastych. Rośnie najczęściej na różnych gatunkach wierzb, na olszy i brzozie. Atakuje głównie drzewa martwe, ale czasami również osłabione, żywe drzewa. Owocnik jest jednoroczny.

## Znaczenie
Grzyb niejadalny. Saprotrof lub pasożyt powodujący zgniliznę korozyjno-destrukcyjną.

## Gatunki podobne
Podobnie strefowany, ale bardziej barwny kapelusz ma wrośniak różnobarwny (Trametes versicolor), różni się też zupełnie hymenoforem. Podobny hymenofor ma wrośniak garbaty (Trametes gibbosa), ale jego owocnik na górnej stronie jest dużo jaśniejszy i często zielony od glonów. Również labiryntowate pory ma gmatwek dębowy (Daedalea quercina), ale rośnie głównie na dębach, rzadziej na grabach i bukach i ma większy, grubszy i rzadko tylko strefowany owocnik. Cechą, po której można łatwo odróżnić gmatwicę chropowatą od innych podobnych gatunków jest zaróżowienie porów po ich uciśnięciu, jednakże zjawisko to występuje tylko jesienią na świeżych owocnikach.